# 漆皮

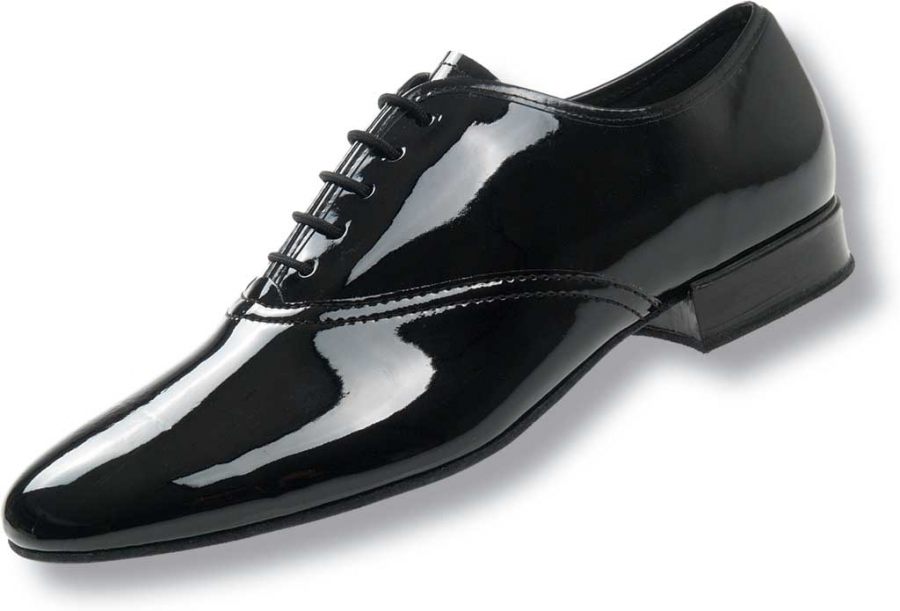
漆皮常使用在正式皮鞋產品上

漆皮是一种具有高光泽度的涂层皮革。1818年，美國新泽西州纽瓦克的发明家賽斯·博伊登将涂层工艺引入美国并加以改进，1819年9月20日开始商业化生产。賽斯·博伊登的工艺（他没有申请专利）引入了一种基于亞麻籽油的漆涂层。而現今的皮革基本上都有一个塑料涂层。。

## 外部連結
- 维基共享资源上的相關多媒體資源：漆皮